# Olaf Kölzig

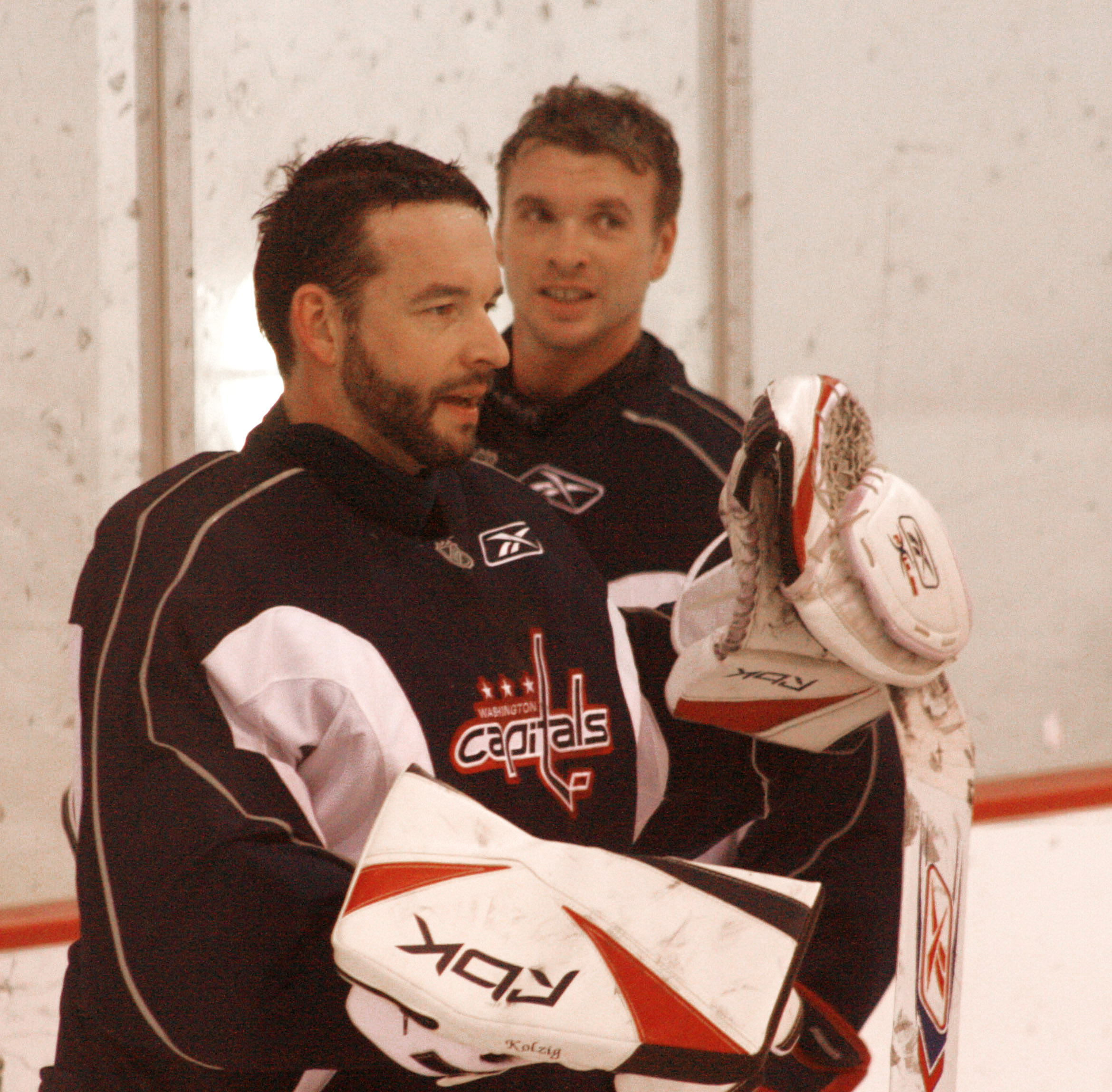
Olaf Kölzig a Brent Johnson

Olaf Kölzig (* 6. dubna 1970 v Johannesburgu, Jihoafrická republika) je bývalý německý hokejový brankář.

## Ocenění a úspěchy
- 1994 AHL Harry "Hap" Holmes Memorial Award nejméně inkasovaných branek v základní části
- 1994 AHL Jack A. Butterfield Trophy nejlepšího hráč v playoff
- 1996 AHL Hráč týdne (25. února)
- 1990 NHL První All-Star Team
- 1990 NHL Druhý All-Star Team
- 2005 DEL All-Star Game
- 2000 NHL Vezina Trophy pro nejlepšího brankáře
- 2006 NHL King Clancy Memorial Trophy nejlepší hráčské a lidské kvality
- 2010 ECHL Síň slávy

## Prvenství
- Debut v NHL - 11. října 1989 (Hartford Whalers proti Washington Capitals)
- První inkasovaný gól v NHL - 11. října 1989 (Hartford Whalers proti Washington Capitals, kanadským útočníkem Paul MacDermid)
- První čisté konto v NHL - 3. ledna 1997 (Washington Capitals proti Phoenix Coyotes)

## Rekordy
Klubové rekordy Washington Capitals
- počet odchytaných zápasů: 73 (1993-94) - (s tímto rekordem se dělí s Braden Holtby)
- počet remíz/proher v prodloužení: 11 (1999-00 a 2005-06)
- počet odchytaných minut: 4371 (1999-00)
- celkový odchytaných zápasů: 711
- celkový počet odchytaných vítězství: 301
- celkový počet odchytaných proher: 293
- celkový počet remíz/proher v prodloužení: 86
- celkový počet inkasovaných branek: 1860
- celkový počet střel: 19873
- celkový počet zákroků: 18013
- celkový počet čistých nul: 35 (s tímto rekordem se dělí s Braden Holtby)
- celkový počet odchytaných minut: 41260
- celkový počet asistencí: 17
- celkový počet kanadských bodů: 17

## Klubová statistika

### Základní části
| Sezona       | Tým                    | Liga         | Z   | V   | P   | R  | PvP | MIN    | OG   | ČK | POG  | %ChS |
| ------------ | ---------------------- | ------------ | --- | --- | --- | -- | --- | ------ | ---- | -- | ---- | ---- |
| 1987/1988    | New Westminster Bruins | WHL          | 15  | 6   | 5   | 0  | —   | 2333   | 156  | 0  | 4.01 | —    |
| 1988/1989    | Tri-City Americans     | WHL          | 30  | 16  | 10  | 2  | —   | 1671   | 97   | 1  | 3.48 | .905 |
| 1989/1990    | Tri-City Americans     | WHL          | 48  | 27  | 16  | 4  | —   | 2504   | 187  | 1  | 4.48 | .885 |
| 1989/1990    | Washington Capitals    | NHL          | 2   | 0   | 2   | 0  | —   | 120    | 12   | 0  | 6.00 | .810 |
| 1990/1991    | Hampton Road Admirals  | ECHL         | 21  | 11  | 9   | 1  | —   | 1248   | 71   | 2  | 3.41 | .890 |
| 1990/1991    | Baltimore Skipjacks    | AHL          | 26  | 10  | 12  | 1  | —   | 1367   | 72   | 0  | 3.16 | .889 |
| 1991/1992    | Hampton Road Admirals  | ECHL         | 14  | 11  | 3   | 0  | —   | 847    | 41   | 0  | 2.90 | .914 |
| 1991/1992    | Baltimore Skipjacks    | AHL          | 28  | 5   | 17  | 2  | —   | 1503   | 105  | 1  | 4.19 | .878 |
| 1992/1993    | Rochester Americans    | AHL          | 49  | 25  | 16  | 4  | —   | 2737   | 168  | 0  | 3.68 | .882 |
| 1992/1993    | Washington Capitals    | NHL          | 1   | —   | —   | —  | —   | 20     | 2    | 0  | 6.00 | .714 |
| 1993/1994    | Portland Pirates       | AHL          | 29  | 16  | 8   | 5  | —   | 1725   | 88   | 3  | 3.06 | .906 |
| 1993/1994    | Washington Capitals    | NHL          | 7   | 0   | 3   | 0  | —   | 224    | 20   | 0  | 5.36 | .844 |
| 1994/1995    | Portland Pirates       | AHL          | 2   | 1   | 0   | 1  | —   | 125    | 3    | 0  | 1.44 | .952 |
| 1994/1995    | Washington Capitals    | NHL          | 14  | 2   | 8   | 2  | —   | 724    | 30   | 0  | 2.49 | .902 |
| 1995/1996    | Portland Pirates       | AHL          | 5   | 5   | 0   | 0  | —   | 300    | 7    | 1  | 1.40 | .957 |
| 1995/1996    | Washington Capitals    | NHL          | 18  | 4   | 8   | 2  | —   | 897    | 46   | 0  | 3.08 | .887 |
| 1996/1997    | Washington Capitals    | NHL          | 29  | 8   | 15  | 4  | —   | 1644   | 71   | 2  | 2.59 | .906 |
| 1997/1998    | Washington Capitals    | NHL          | 64  | 33  | 18  | 10 | —   | 3788   | 139  | 5  | 2.20 | .920 |
| 1998/1999    | Washington Capitals    | NHL          | 64  | 26  | 31  | 3  | —   | 3586   | 154  | 4  | 2.58 | .900 |
| 1999/2000    | Washington Capitals    | NHL          | 73  | 41  | 20  | 11 | —   | 4371   | 163  | 5  | 2.24 | .917 |
| 2000/2001    | Washington Capitals    | NHL          | 72  | 37  | 26  | 8  | —   | 4279   | 177  | 5  | 2.48 | .909 |
| 2001/2002    | Washington Capitals    | NHL          | 71  | 31  | 29  | 8  | —   | 4131   | 192  | 6  | 2.79 | .903 |
| 2002/2003    | Washington Capitals    | NHL          | 66  | 33  | 25  | 6  | —   | 3894   | 156  | 4  | 2.40 | .919 |
| 2003/2004    | Washington Capitals    | NHL          | 63  | 19  | 35  | 9  | —   | 3738   | 180  | 2  | 2.89 | .908 |
| 2004/2005    | Eisbären Berlin        | DEL          | 8   | —   | —   | —  | —   | 452    | 19   | 2  | 2.52 | .905 |
| 2005/2006    | Washington Capitals    | NHL          | 59  | 20  | 28  | —  | 11  | 3506   | 206  | 0  | 3.53 | .896 |
| 2006/2007    | Washington Capitals    | NHL          | 54  | 22  | 24  | —  | 6   | 3184   | 159  | 1  | 3.00 | .910 |
| 2007/2008    | Washington Capitals    | NHL          | 54  | 25  | 21  | —  | 6   | 3154   | 153  | 1  | 2.91 | .892 |
| 2008/2009    | Tampa Bay Lightning    | NHL          | 8   | 2   | 4   | —  | 1   | 410    | 25   | 0  | 3.66 | .898 |
| Celkem v NHL | Celkem v NHL           | Celkem v NHL | 719 | 303 | 297 | 63 | 24  | 41,670 | 1885 | 35 | 2.71 | .906 |

### Playoff
| Sezona       | Tým                    | Liga         | Z  | V  | P  | MIN  | OG  | ČK | POG  | %ChS |
| ------------ | ---------------------- | ------------ | -- | -- | -- | ---- | --- | -- | ---- | ---- |
| 1987/1988    | New Westminster Bruins | WHL          | 3  | 0  | 3  | 149  | 11  | 0  | 4.43 | .882 |
| 1989/1990    | Tri-City Americans     | WHL          | 6  | 4  | 0  | 318  | 27  | 0  | 5.09 | —    |
| 1990/1991    | Hampton Road Admirals  | ECHL         | 3  | 1  | 2  | 180  | 14  | 0  | 4.66 | —    |
| 1992/1993    | Rochester Americans    | AHL          | 17 | 9  | 8  | 1040 | 61  | 0  | 3.52 | —    |
| 1993/1994    | Portland Pirates       | AHL          | 17 | 12 | 5  | 1035 | 44  | 0  | 2.55 | .918 |
| 1994/1995    | Washington Capitals    | NHL          | 2  | 1  | 0  | 44   | 1   | 1  | 1.35 | .952 |
| 1995/1996    | Washington Capitals    | NHL          | 5  | 2  | 3  | 341  | 11  | 0  | 1.93 | .934 |
| 1997/1998    | Washington Capitals    | NHL          | 21 | 12 | 9  | 1351 | 44  | 4  | 1.95 | .941 |
| 1999/2000    | Washington Capitals    | NHL          | 5  | 1  | 4  | 284  | 16  | 0  | 3.38 | .845 |
| 2000/2001    | Washington Capitals    | NHL          | 6  | 2  | 4  | 375  | 14  | 1  | 2.24 | .908 |
| 2002/2003    | Washington Capitals    | NHL          | 6  | 2  | 4  | 404  | 14  | 1  | 2.08 | .927 |
| 2004/2005    | Eisbären Berlin        | DEL          | 3  | —  | —  | 178  | 7   | 1  | 2.36 | .879 |
| Celkem v NHL | Celkem v NHL           | Celkem v NHL | 45 | 20 | 24 | 2799 | 100 | 7  | 2.14 | .927 |

### Reprezentace
| Rok                       | Tým                       | Soutěž                    | Z  | V | P  | R | MIN  | OG | ČK | POG  |
| ------------------------- | ------------------------- | ------------------------- | -- | - | -- | - | ---- | -- | -- | ---- |
| 1996                      | Německo                   | SP                        | 1  | 0 | 1  | 0 | 45   | 5  | 0  | 6.67 |
| 1997                      | Německo                   | MS                        | 4  | 0 | 3  | 0 | 199  | 13 | 0  | 3.92 |
| 1998                      | Německo                   | OH                        | 2  | 2 | 0  | 0 | 120  | 2  | 1  | 1.00 |
| 2004                      | Německo                   | MS                        | 5  | 2 | 2  | 1 | 299  | 11 | 0  | 2.21 |
| 2004                      | Německo                   | SP                        | 3  | 0 | 3  | 0 | 180  | 10 | 0  | 3.34 |
| 2006                      | Německo                   | OH                        | 3  | 0 | 1  | 2 | 179  | 8  | 0  | 2.68 |
| Seniorská kariéra celkově | Seniorská kariéra celkově | Seniorská kariéra celkově | 18 | 4 | 10 | 3 | 1022 | 48 | 1  | 2.82 |

Legenda
- Z - Odehrané zápasy (Zápasy)
- V - Počet vyhraných zápasů (Vítězství)
- P - Počet prohraných zápasů (Porážky)
- R/PVP - Počet remíz respektive porážek v prodloužení zápasů (Remízy/Porážky v prodloužení)
- MIN - Počet odchytaných minut (Minuty)
- OG - Počet obdržených branek (Obdržené góly)
- ČK - Počet vychytaných čistých kont (Čistá konta)
- POG - Průměr obdržených branek (Průměr obdržených gólů)
- G - Počet vstřelených branek (Góly)
- A - Počet přihrávek na branku (Asistence)
- %CHS - % chycených střel (% chycených střel)